# Liste der Monuments historiques in Ressons-sur-Matz
Die Liste der Monuments historiques in Ressons-sur-Matz führt die Monuments historiques in der französischen Gemeinde Ressons-sur-Matz auf.

## Liste der Bauwerke
| Bezeichnung     | Beschreibung              | Standort | Kennzeichnung | Schutzstatus | Datum | Bild           |
| --------------- | ------------------------- | -------- | ------------- | ------------ | ----- | -------------- |
| Kirche St-Louis | Erbaut im 13. Jahrhundert | (Lage)   | PA00114834    | Classé       | 1912  | weitere Bilder |

## Liste der Objekte
- Monuments historiques (Objekte) in Ressons-sur-Matz in der Base Palissy des französischen Kultusministeriums